# 충주시
충주시(忠州市)는 대한민국 충청북도 북부에 있는 시이다. 고구려 시대에는 고구려의 남부 거점인 국원성(國原城)이었고 신라대에는 중원경(中原京)이었다. 차령산맥과 소백산맥 사이에 있으며, 남한강 유역에 침식분지가 발달되어 하안단구 지형을 이룬다. 동쪽으로 충청북도 제천시, 서쪽으로 충청북도 음성군, 남쪽으로 충청북도 괴산군과 경상북도 문경시, 북쪽으로 강원특별자치도 원주시 및 경기도 여주시와 접해 있어, 4도 경계 지역에 위치해 있다. 중앙탑면에는 삼국 시대 유물인 충주 고구려비가 있다. 시청 소재지는 금릉동이고, 행정구역은 1읍 12면 12동이다. 1995년 1월 1일 중원군을 통합하여 도농복합시가 되었다.

## 역사
| Daedongyeojido (Gyujanggak) 14-05.jpg | Daedongyeojido (Gyujanggak) 14-04.jpg |
| Daedongyeojido (Gyujanggak) 15-04.jpg | Daedongyeojido (Gyujanggak) 15-03.jpg |

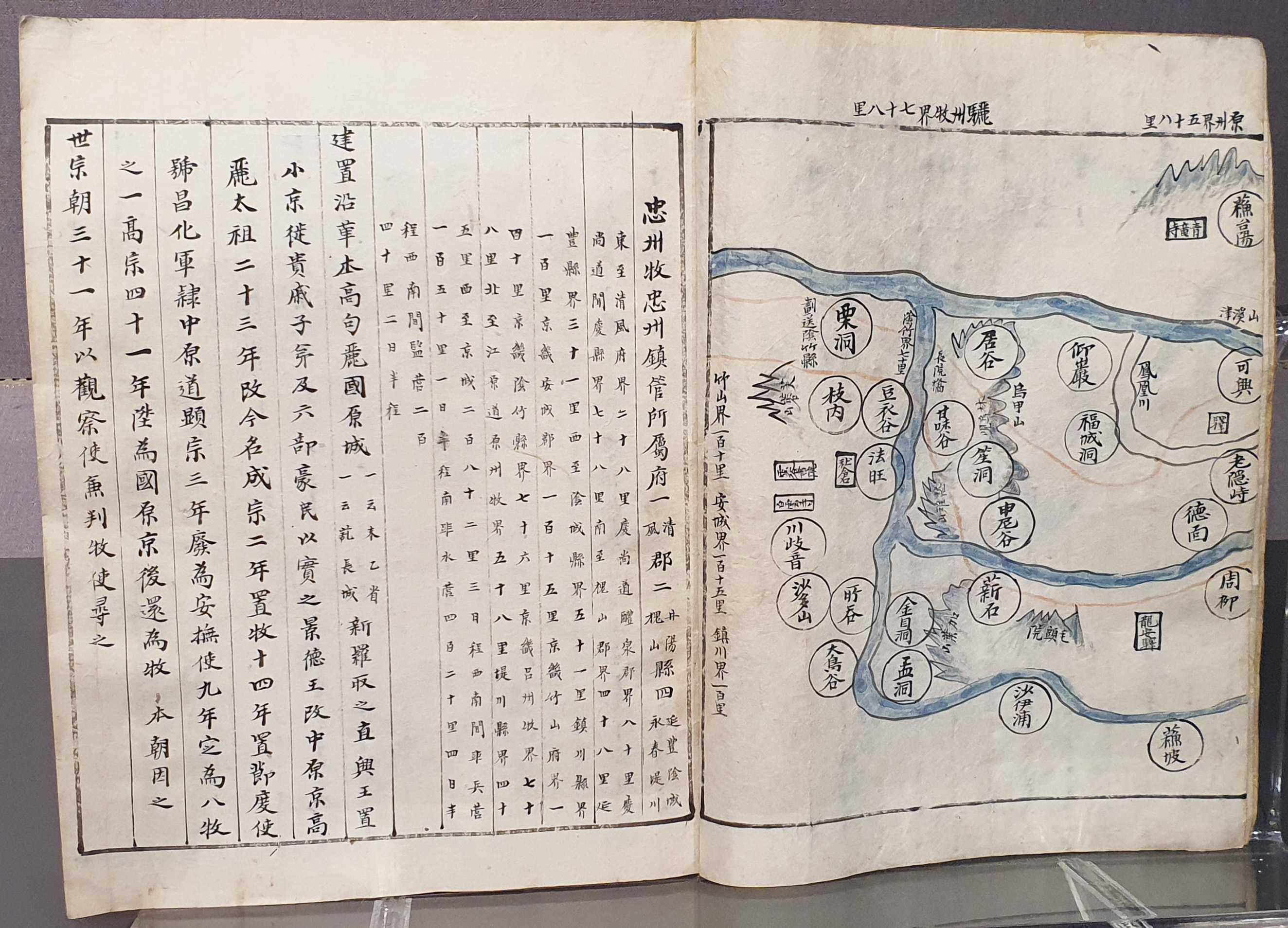
《충주읍지》

- B.C 3~4세기경 삼한 중 마한에 속함
- 350년 백제 근초고왕 5년 백제 영역(낭자곡성,낭자성,화성)
- 475년 고구려 장수왕 63년 남부거점인 국원성(國原城) 설치(일명 미을성, 완장성)
- 550년 신라 진흥왕 11년 국원성에 목 설치
- 557년 신라 진흥왕 18년 국원소경으로 개칭
- 685년 신라 신문왕 5년 중원소경으로 개칭
- 757년 신라 경덕왕 16년 중원경으로 개칭, 신라의 중앙표방
- 940년 고려 태조 23년 충주부로 개칭
- 983년(고려 성종 2년) 처음으로 십이목(十二牧)을 두었는데 이 때, 충주에 충주목(忠州牧)을 두었다.
- 995년 고려 성종 14년 중원도를 설치 절도사 배치
- 1018년 고려 현종 9년 8목 중 충주목 설치
- 1254년 고려 고종 41년 국원경으로 개칭
- 1277년 고려 충렬왕 3년 충주성 개축 때 성벽에 연화를 조각하여 예성이라 함
- 1395년 조선 태조 4년 충청도로 개칭, 충주에 도감영 설치
- 1449년 조선 세종 31년 충청좌도 우도로 변경, 좌감사 배치(목사 겸함)
- 1458년 조선 세조 3년 충주진영이라 개칭, 충주영장이 8군을 관장함 (8군:단양군, 영춘현, 제천현, 청풍도호부, 괴산군, 연풍현, 음성현, 청안현)
- 1602년 조선 선조 35년 충청도 감영을 공주로 이전
- 1896년 8월 4일 충청도를 충청북도와 충청남도로 분리하면서, 충청북도의 수부(首府)를 충주에 두었다.[3]
- 1906년 금목면과 법왕면을 음성군에 편입
- 1908년 충청북도청을 청주로 이전

(일제 강점기 이후의 행정 구역 개편의 역사는 충주시의 행정 구역#역사를 참조)

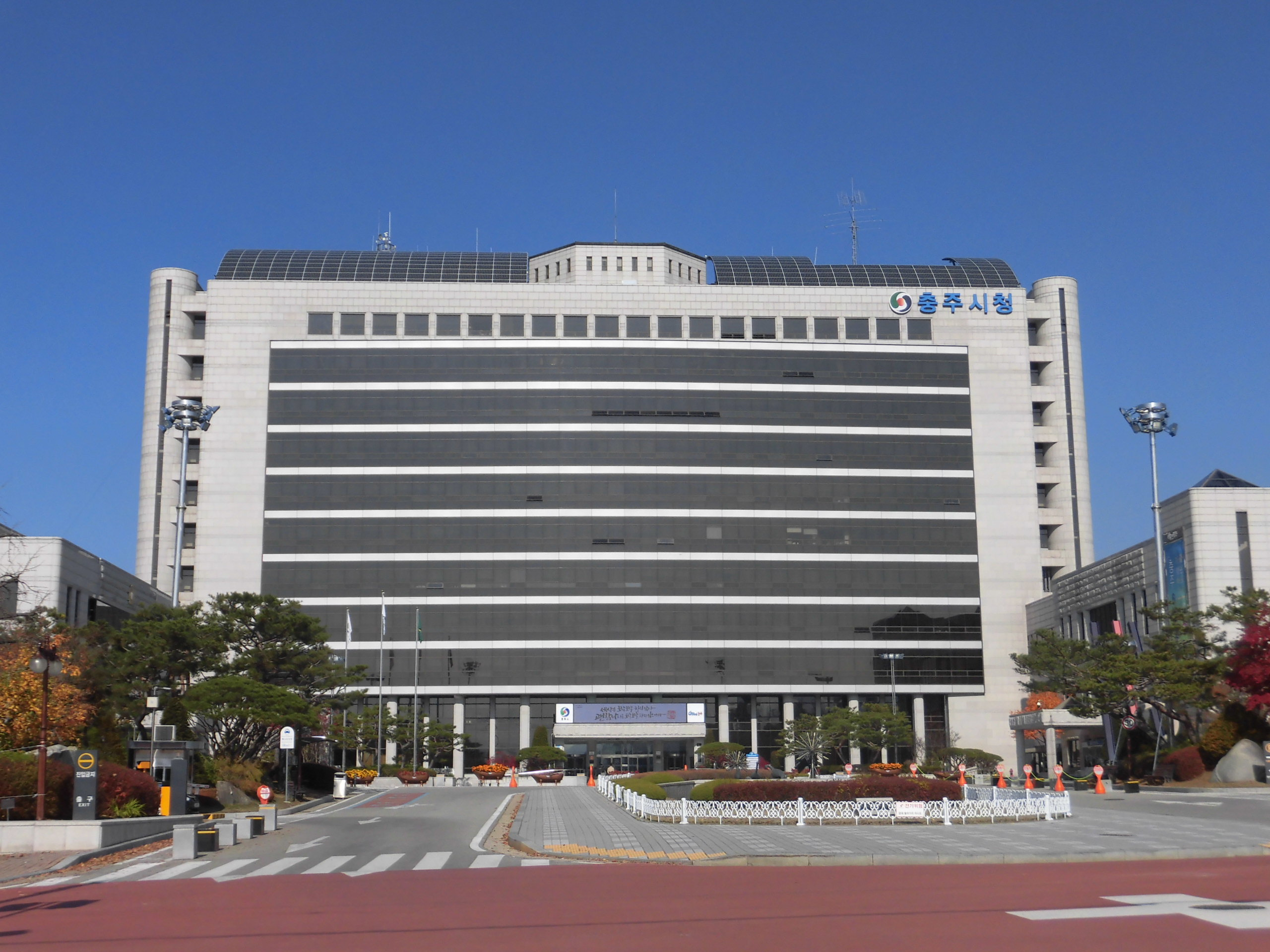
충주시청

## 지리

### 지형
충주시는 충청북도 북부에 위치하고 있다. 동쪽으로 제천시, 서쪽으로 음성군, 남쪽으로 괴산군과 경상북도 문경시, 북쪽으로 강원특별자치도 원주시, 경기도 여주시와 경계를 이룬다. 도로는 문경시를 제외한 이들 모두와 개설되어 있으나 문경시와는 하늘재 산책로로 이어지며 자동차로는 괴산군 연풍면을 경유해야 한다. 동남쪽으로 소백산맥의 여맥인 계명산, 남산, 대림산, 월악산과 서쪽으로 둘러싸인 산간분지로 형성되고 남한강과 달천 및 요도천이 충주시를 관통하여 예로부터 수운이 편리하고 수자원이 풍부한 내륙분지에 위치하고 있다.

### 기후
위도상으로 볼 때 대개 북위 37도 16분 ~ 36도 18분을 차지한 중위도 지역으로 온대 계절풍 지대를 형성하여 사계의 구별이 뚜렷하며 한서의 차가 심한 기후로 계절에 대한 감각과 한대, 열대 등 이질적인 풍토에도 순응할 수 있는 능력을 발달시켰다. 충주시는 충주댐 건설로 인공호수인 충주호가 생긴 이후 안개 일수가 증가했다.
| 충주지역기상서비스센터 (충주시 안림동, 해발 114.85m)의 기후 | 충주지역기상서비스센터 (충주시 안림동, 해발 114.85m)의 기후 | 충주지역기상서비스센터 (충주시 안림동, 해발 114.85m)의 기후 | 충주지역기상서비스센터 (충주시 안림동, 해발 114.85m)의 기후 | 충주지역기상서비스센터 (충주시 안림동, 해발 114.85m)의 기후 | 충주지역기상서비스센터 (충주시 안림동, 해발 114.85m)의 기후 | 충주지역기상서비스센터 (충주시 안림동, 해발 114.85m)의 기후 | 충주지역기상서비스센터 (충주시 안림동, 해발 114.85m)의 기후 | 충주지역기상서비스센터 (충주시 안림동, 해발 114.85m)의 기후 | 충주지역기상서비스센터 (충주시 안림동, 해발 114.85m)의 기후 | 충주지역기상서비스센터 (충주시 안림동, 해발 114.85m)의 기후 | 충주지역기상서비스센터 (충주시 안림동, 해발 114.85m)의 기후 | 충주지역기상서비스센터 (충주시 안림동, 해발 114.85m)의 기후 | 충주지역기상서비스센터 (충주시 안림동, 해발 114.85m)의 기후 |
| 월                                                          | 1월                                                         | 2월                                                         | 3월                                                         | 4월                                                         | 5월                                                         | 6월                                                         | 7월                                                         | 8월                                                         | 9월                                                         | 10월                                                        | 11월                                                        | 12월                                                        | 연간                                                        |
| ----------------------------------------------------------- | ----------------------------------------------------------- | ----------------------------------------------------------- | ----------------------------------------------------------- | ----------------------------------------------------------- | ----------------------------------------------------------- | ----------------------------------------------------------- | ----------------------------------------------------------- | ----------------------------------------------------------- | ----------------------------------------------------------- | ----------------------------------------------------------- | ----------------------------------------------------------- | ----------------------------------------------------------- | ----------------------------------------------------------- |
| 역대 최고 기온 °C (°F)                                      | 13.8 (56.8)                                                 | 22.3 (72.1)                                                 | 25.1 (77.2)                                                 | 33.5 (92.3)                                                 | 34.7 (94.5)                                                 | 35.6 (96.1)                                                 | 37.9 (100.2)                                                | 40.0 (104.0)                                                | 35.2 (95.4)                                                 | 30.1 (86.2)                                                 | 26.4 (79.5)                                                 | 18.6 (65.5)                                                 | 40.0 (104.0)                                                |
| 일평균 최고 기온 °C (°F)                                    | 2.5 (36.5)                                                  | 5.8 (42.4)                                                  | 11.9 (53.4)                                                 | 19.2 (66.6)                                                 | 24.5 (76.1)                                                 | 28.0 (82.4)                                                 | 29.7 (85.5)                                                 | 30.3 (86.5)                                                 | 26.0 (78.8)                                                 | 20.2 (68.4)                                                 | 12.3 (54.1)                                                 | 4.5 (40.1)                                                  | 17.9 (64.2)                                                 |
| 일일 평균 기온 °C (°F)                                      | −3.2 (26.2)                                                 | −0.5 (31.1)                                                 | 5.3 (41.5)                                                  | 11.9 (53.4)                                                 | 17.5 (63.5)                                                 | 22.1 (71.8)                                                 | 24.9 (76.8)                                                 | 25.2 (77.4)                                                 | 19.9 (67.8)                                                 | 12.9 (55.2)                                                 | 5.7 (42.3)                                                  | −1.3 (29.7)                                                 | 11.7 (53.1)                                                 |
| 일평균 최저 기온 °C (°F)                                    | −8.3 (17.1)                                                 | −6.1 (21.0)                                                 | −0.9 (30.4)                                                 | 4.8 (40.6)                                                  | 10.9 (51.6)                                                 | 16.8 (62.2)                                                 | 21.1 (70.0)                                                 | 21.3 (70.3)                                                 | 15.2 (59.4)                                                 | 7.1 (44.8)                                                  | 0.3 (32.5)                                                  | −6.2 (20.8)                                                 | 6.3 (43.3)                                                  |
| 역대 최저 기온 °C (°F)                                      | −28.5 (−19.3)                                               | −23.0 (−9.4)                                                | −13.9 (7.0)                                                 | −5.6 (21.9)                                                 | 1.4 (34.5)                                                  | 7.5 (45.5)                                                  | 11.7 (53.1)                                                 | 11.4 (52.5)                                                 | 2.6 (36.7)                                                  | −5.9 (21.4)                                                 | −11.6 (11.1)                                                | −21.9 (−7.4)                                                | −28.5 (−19.3)                                               |
| 평균 강수량 mm (인치)                                       | 20.0 (0.79)                                                 | 29.4 (1.16)                                                 | 41.5 (1.63)                                                 | 73.8 (2.91)                                                 | 87.4 (3.44)                                                 | 134.7 (5.30)                                                | 293.3 (11.55)                                               | 273.0 (10.75)                                               | 140.2 (5.52)                                                | 56.7 (2.23)                                                 | 39.4 (1.55)                                                 | 24.9 (0.98)                                                 | 1,214.3 (47.81)                                             |
| 평균 강수일수 (≥ 0.1 mm)                                    | 6.6                                                         | 6.3                                                         | 8.1                                                         | 8.8                                                         | 8.7                                                         | 9.1                                                         | 16.7                                                        | 14.5                                                        | 9.5                                                         | 6.2                                                         | 8.2                                                         | 7.4                                                         | 110.1                                                       |
| 평균 상대 습도 (%)                                          | 67.0                                                        | 62.2                                                        | 58.1                                                        | 55.1                                                        | 59.5                                                        | 65.8                                                        | 75.1                                                        | 75.5                                                        | 74.9                                                        | 73.6                                                        | 70.8                                                        | 69.6                                                        | 67.3                                                        |
| 평균 월간 일조시간                                          | 163.5                                                       | 171.8                                                       | 199.8                                                       | 214.3                                                       | 233.3                                                       | 198.2                                                       | 142.0                                                       | 164.6                                                       | 169.0                                                       | 185.5                                                       | 145.9                                                       | 150.8                                                       | 2,138.7                                                     |
| 출처: 기상청 (평년값: 1991년~2020년, 극값: 1972년~현재)     |                                                             |                                                             |                                                             |                                                             |                                                             |                                                             |                                                             |                                                             |                                                             |                                                             |                                                             |                                                             |                                                             |

## 지질
충주시는 옥천 습곡대에 위치하며, 북서부에는 선캄브리아기의 편마암류와 중생대의 관입 화강암류가, 남동부에는 고생대 오르도비스기의 탄산염암 퇴적암 조선 누층군(삼태산층, 고운리층)과 시대 미상의 변성퇴적암 옥천 누층군(계명산층, 향산리 돌로마이트질 석회암층, 문주리층, 서창리층, 황강리층 등)이 분포한다.

## 행정 구역

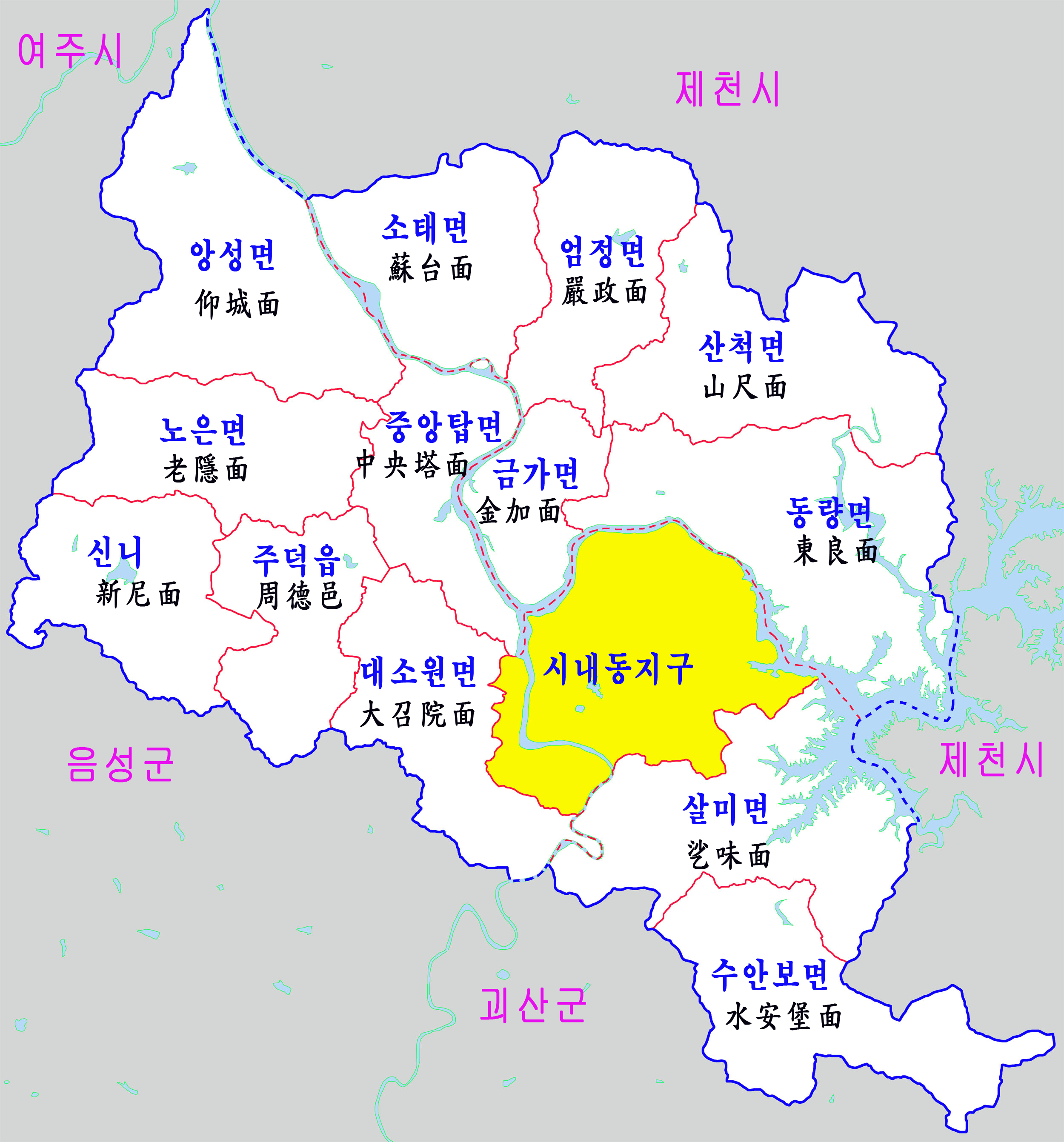

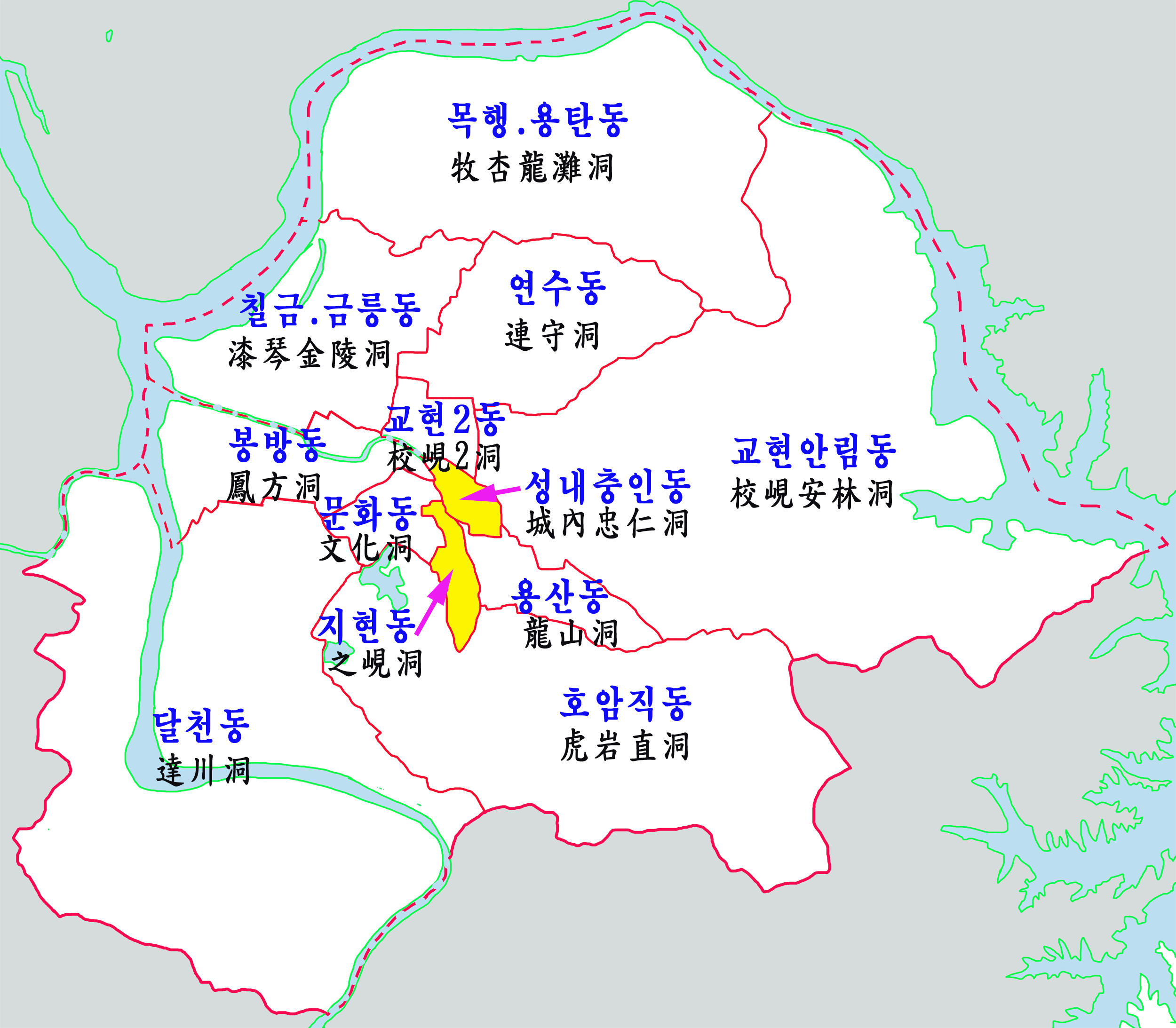

충주시의 행정 구역은 1읍 12면 12행정동으로 구성되어 있다. 충주시의 면적은 983.7 km2이다. 인구는 2022년 6월 30일을 기준으로 99,651세대, 209,200명이다.
| 읍면동      | 한자        | 면적   | 세대   | 인구    |
| ----------- | ----------- | ------ | ------ | ------- |
| 주덕읍      | 周德邑      | 48.40  | 2,631  | 5,882   |
| 살미면      | 乷味面      | 91.60  | 1,057  | 2,182   |
| 수안보면    | 水安堡面    | 73.40  | 1,675  | 3,385   |
| 대소원면    | 大召院面    | 61.90  | 3,248  | 6,359   |
| 신니면      | 新尼面      | 59.80  | 1,645  | 3,536   |
| 노은면      | 老隱面      | 61.80  | 1,261  | 2,561   |
| 앙성면      | 仰城面      | 100.30 | 2,218  | 4,437   |
| 중앙탑면    | 中央塔面    | 48.10  | 1,290  | 2,923   |
| 금가면      | 金加面      | 33.80  | 1,731  | 4,299   |
| 동량면      | 東良面      | 109.40 | 1,905  | 4,121   |
| 산척면      | 山尺面      | 78.40  | 1,248  | 2,617   |
| 엄정면      | 嚴政面      | 56.50  | 1,679  | 3,602   |
| 소태면      | 蘇台面      | 63.00  | 979    | 2,041   |
| 성내·충인동 | 城內·忠仁洞 | 0.50   | 1,671  | 3,394   |
| 교현·안림동 | 校峴·安林洞 | 27.70  | 9,551  | 24,508  |
| 교현2동     | 校峴2洞     | 0.90   | 3,943  | 8,849   |
| 용산동      | 龍山洞      | 1.50   | 6,236  | 16,965  |
| 지현동      | 之峴洞      | 0.60   | 2,563  | 6,154   |
| 문화동      | 文化洞      | 1.00   | 4,923  | 11,432  |
| 호암·직동   | 虎岩·直洞   | 14.30  | 4,023  | 10,779  |
| 달천동      | 達川洞      | 23.00  | 2,260  | 5,116   |
| 봉방동      | 鳳方洞      | 3.60   | 4,751  | 10,908  |
| 칠금·금릉동 | 漆琴·金陵洞 | 5.90   | 6,393  | 17,343  |
| 연수동      | 連守洞      | 5.00   | 16,645 | 41,379  |
| 목행·용탄동 | 牧杏·龍灘洞 | 13.60  | 2,627  | 7,421   |
| 충주시      | 忠州市      | 983.7  | 88,043 | 212,193 |

### 충주권
2014년 국토교통부에서 확정한 20개 중추도시생활권에서 충주시, 제천시, 음성군을 충주권으로 규정하고 있다.

## 출신 인물
장윤정 (트로트 가수)
김선태 (공무원)
금비 (여성 가수)
조길형 (충주시 시장) 김준규 (트레저)

## 주요 기관

### 사법
- 청주지방법원 충주지원 - 교현동 소재

### 행정
- 대전지방국세청 충주세무서 (기획재정부 산하 국세청 소속) - 금릉동 소재
- 충청지방통계청 충주사무소 (기획재정부 산하 통계청 소속) - 연수동 소재
- 충주교육지원청 (충청북도교육청 산하) - 교현동 소재
- 청주지방검찰청 충주지청 (법무부 산하 검찰청 소속) - 교현동 소재
- 충주경찰서 (행정안전부 산하 경찰청 소속) - 교현동 소재
- 충주소방서 (행정안전부 산하 소방청 소속) - 목행동 소재
- 대전지방고용노동청 충주지청 (고용노동부 소속) - 봉방동 소재
- 대전지방기상청 충주기상대 (환경부 산하 기상청 소속) - 안림동 소재
- 대전지방국토관리청 충주국토관리사무소 (국토교통부 소속) - 동량면 소재
- 대전지방보훈청 충주보훈지청 (국가보훈부 소속) - 호암동 소재

## 문화

### 박물관
- 충주박물관 - 중앙탑면 소재
- 고구려천문과학관 -중앙탑면 소재
- 사과과학관 - 동량면 소재, 충주사과시험장에 위치한 사과 홍보관이다.
- 술박물관 리쿼리움 - 중앙탑면 소재
- 조동리선사유적박물관 - 동량면 소재
- 한국교통대학교 박물관 - 대소원면 소재

### 도서관
- 충주시립도서관 - 교현동 소재, 2006년 신축한 도서관.[10]
- 충주시립호암도서관 - 호암동 소재.

### 공연 시설
- 충주시민회관 - 성내동 소재
- 충주호암예술관 - 호암동 소재, 2006년 신축한 문화회관.
- 충주여성문화회관 - 금릉동 소재, 2009년 신축한 문화회관.
- 충청북도중원교육문화원 (충주교육지원청 산하) - 호암동 소재
- 우륵당 - 호암동 소재, 국악 전문 공연 및 교육시설이다.

### 언론사
- 충주신문
- 예성불교신문
- KBS 충주방송국 - 봉방동 소재
- 충북방송
- MBC 충북충주방송국

### 유적지
- 충주 고구려비
- 탄금대
- 충주누암리고분군
- 임충민공충렬사
- 중원미륵리사지

### 명소
호수
- 충주호는 1985년에 지어진 충주댐에 의해 만들어진 인공호수이다. 면적 67.5 km2, 평균수심 97.5 m이며 길이 464 m, 저수량은 27억 5000톤이다.
- 탄금호음악분수

온천
- 문강유황온천, 앙성탄산온천
- 수안보온천(水安堡溫泉)은 충청북도 충주시 수안보면 온천리에 있는 대한민국의 천연 온천수이다. 이 수안보온천은 조선왕조실록에도 나오며, 다른 온천이 개발되기 전까지 이 지역을 대표하는 관광지였다.

산

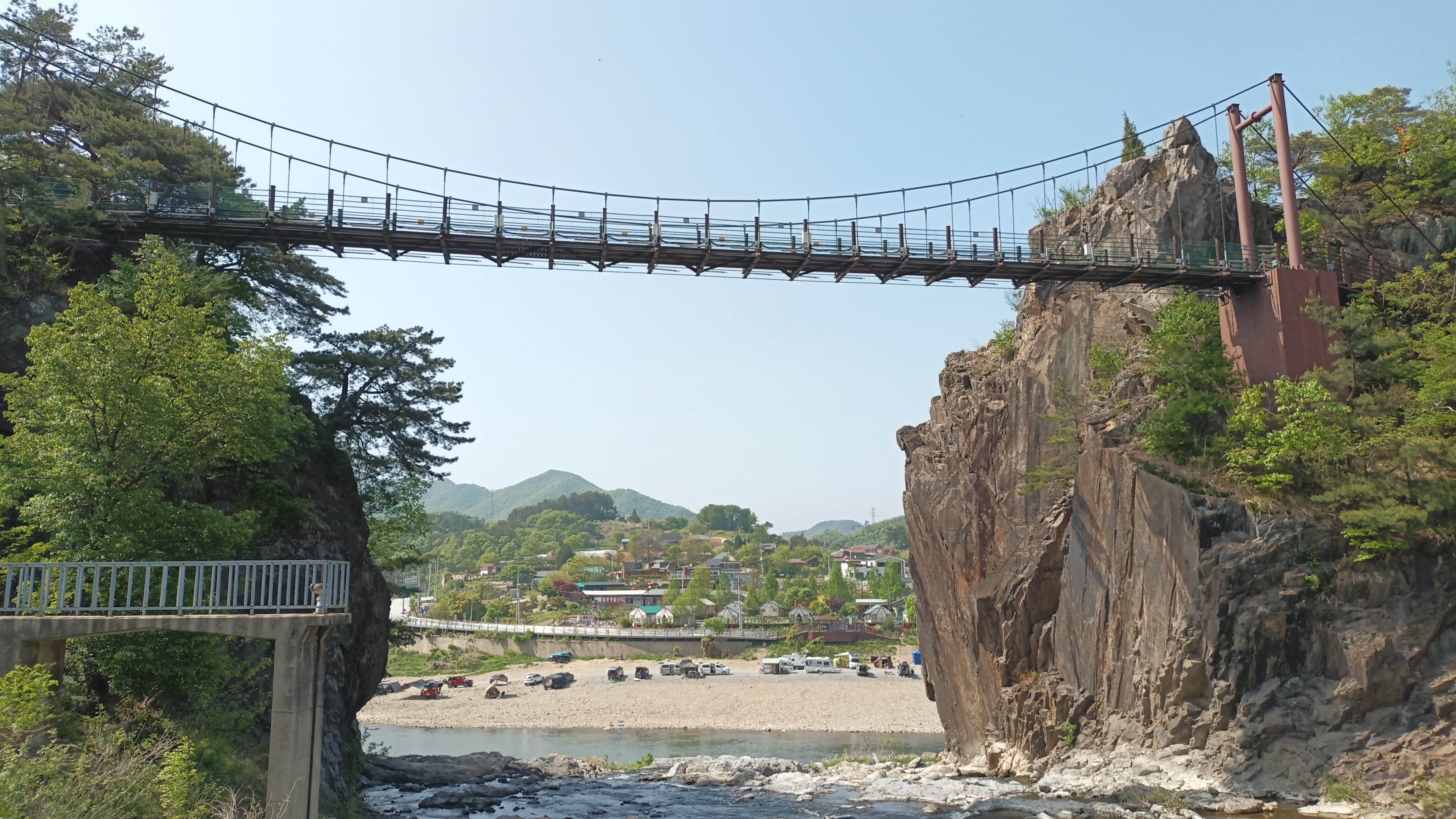
수주팔봉 칼바위와 옥천 누층군 문주리층

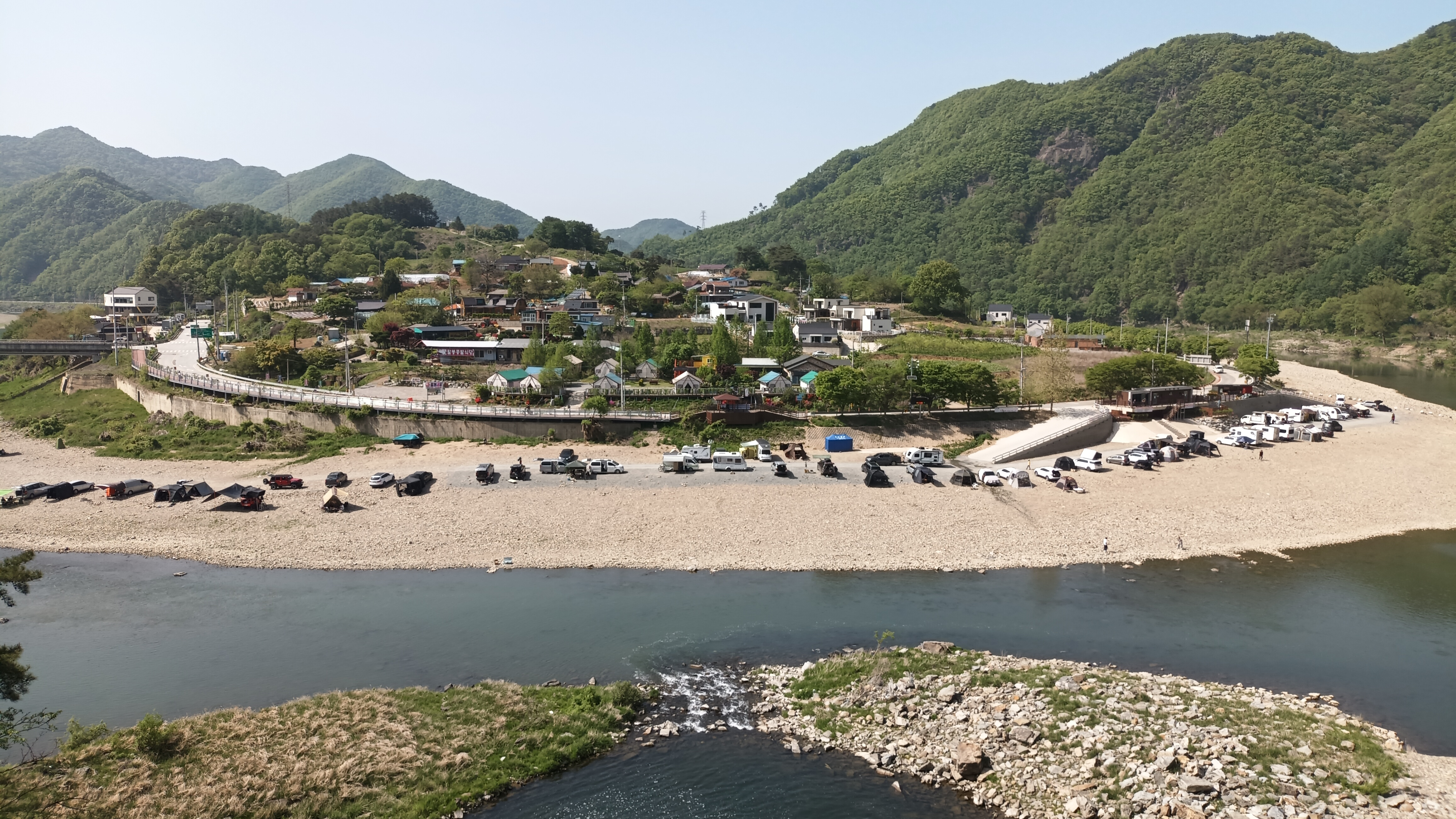
수주팔봉 맞은편의 캠핑장

- 국망산(숭대산), 만수봉, 월항삼봉, 신선봉, 수주팔봉, 발치봉, 북바위산, 포암산, 남산, 인등산, 지등산, 주봉산, 계명산, 보련산, 천등산, 월악산

강/저수지
- 탁영대, 삼탄, 달천, 노루목, 호암지, 비내섬(비내 늪/앙성면 조천리)

계곡/폭포
- 억수계곡, 봉황계곡, 만수계곡, 송계계곡

자연휴양림
- 계명산자연휴양림, 봉황자연휴양림

동굴
- 충주 활옥동굴

레포츠/문화시설
- 동락지, 앙암지, 중산리지, 용원지, 지당지, 추평지, 충주호, 사조리조트 스키장, 파크랜드 눈썰매장, 중원 G.C.,시그너스 C.C, 쌍떼힐C.C, 임페리얼레이크 C.C

전통사찰
- 정심사, 신흥사, 봉학사, 백운암, 대원사, 단호사, 창룡사, 중원미륵리사지, 석종사

### 축제
- 충주세계무술축제
- 충주호사랑호수축제
- 우륵문화제
- 여성문화제
- 수안보온천제
- 앙성탄산온천휴양축제
- 충주사과축제
- 충주복숭아축제
- 밤축제
- 수안보대학찰옥수수축제
- 산척천등산고구마축제
- 중앙탑공원 토요이벤트
- 수안보물탕공원 토요이벤트

## 스포츠

### 축구
| 리그명 | 팀명    | 창단연도 | 홈 경기장      |
| ------ | ------- | -------- | -------------- |
| K4리그 | FC 충주 | 2018년   | 충주종합운동장 |

### 스포츠 시설
- 충주공설운동장 - K리그 챌린지 충주 험멜 축구단의 홈구장이었다. 경기장은 2021년 철거되었고, 호암지 부근으로 이전되었다.
- 충주호암체육관 - 국민체육센터와 배드민턴전용체육시설이 자리잡은 체육관이다.
- 충주세계무술공원 및 충주운동장 - 충주세계무술축제의 개최지이다.
- 충주시 택견원 - 호암동에 위치해 있으며 충주시립택견단과 택견연구원이 근무중인 곳이다.
- 충주종합스포츠타운 - 호암동 일대에 위치하고있으며 2017 전국체전의 주경기장으로 사용했고 2018 전국소년체전과 세계소방관경기대회 주경기장으로 쓰였다. K4리그 FC 충주의 홈구장이다.

## 산업

### 지역내 총생산
충주시의 2012년 지역내 총생산은 10조 8,852억원으로 충청북도 지역내 총생산의 10.6%를 차지하고 있다. 이중 농림어업(1차산업)은 4,092억원으로 비중이 낮고 광업 및 제조업(2차산업)은 5조 2,670억원으로 48.3%의 비중으로 차지하고 상업 및 서비스업(3차산업)은 5조 2,089억원으로 47.8%의 비중을 차지한다. 3차산업 부문에서는 건설업(11.1%), 공공행정(7.1%)과 교육서비스업(4.3%)이 큰 비중을 차지하고 있다.

### 산업별 종사자 현황
2014년 충주시 산업의 총종사자 수는 73,218만 명으로 충청북도 총중사자 수의 11.8%를 차지하고 있다. 이중 농림어업(1차산업) 은 567명으로 비중이 낮고 광업 및 제조업(2차산업)은 16,048명으로 21.9%의 비중으로 차지하고 상업 및 서비스업(3차산업) 56,603명으로 77.3%의 비중을 차지한다. 2차산업은 충청북도 전체의 비중(28.9%)보다 낮고 3차 산업은 충청북도 전체 비중(70.8%) 보다 높다. 3차산업 부문에서는 문화서비스업(8.6%), 도소매업(14.0%)과 숙박 및 음식업(12.4%), 교육서비스업(10.2%)이 큰비중을 차지하고 있다

### 주요 상업 시설
- 롯데마트 충주점 (칠금동)
- 이마트 충주점 (문화동)
- 충북원예농협 하나로마트 (연수동)
- 충주 모다아울렛 (달천동)

### 영화관
- 메가박스 충주 (성서동)
- 충주 씨네큐 (연수동)
- 롯데시네마 충주(달천동)
- 충주 cgv

### 기업도시 및 첨단산업단지
- 롯데주류 클라우드
- 유한킴벌리
- 코오롱생명과학
- HL그린파워
- 현대모비스
- 서울식품공업
- 동화약품
- 세아그룹
- 현대엘리베이터

## 교통

### 철도
- 충북선

(음성군) ← 주덕역 - 달천역 - 충주역 - 목행역 - 동량역 - 삼탄역 → (제천시)
- 중부내륙선

(음성군) ← 앙성온천역 - 충주역 - 살미역 - 수안보온천역→ (괴산군)

### 버스
- 시내버스 : 충주시의 시내버스
- 시외버스 : 충주공용버스터미널

## 교육
- 국공립대학교

|  | - 한국교통대학교 |

- 사립대학교

|  | - 건국대학교 GLOCAL캠퍼스 |

- 고등학교

|  | - 충주고등학교 - 충주여자고등학교 - 충주대원고등학교 - 충주예성여자고등학교 | - 충주중산고등학교 - 국원고등학교 - 주덕고등학교 - 충원고등학교 | - 한림디자인고등학교 - 충주공업고등학교 - 충주상업고등학교 |

- 중학교

|  | - 노은중학교 - 충주미덕중학교 - 산척중학교 - 수안보중학교 - 신니중학교 - 신명중학교 | - 앙성중학교 - 충주예성여자중학교 - 주덕중학교 - 중원중학교 - 충일중학교 - 충주여자중학교 | - 충주북여자중학교 - 충주중학교 - 칠금중학교 - 탄금중학교 - 중앙중학교 - 충주중앙중학교 가금분교 |

- 초등학교

|  | 충청북도충주교육지원청 문서를 참고하십시오. |

- 특수학교

|  | - 숭덕학교 | - 충주성모학교 | - 충주성심학교 | - 충주혜성학교 |

## 자매 도시
| 지역 & 국가    | 도시                                |
| -------------- | ----------------------------------- |
| 대한민국       | 서울특별시 영등포구                 |
| 대한민국       | 전북특별자치도 부안군               |
| 일본           | 가나가와현 유가와라정               |
| 일본           | 도쿄도 무사시노시                   |
| 미국           | 텍사스주 댈러스                     |
| 중화인민공화국 | 헤이룽장성(黑龙江省) 다칭시(大庆市) |

## 같이 보기
- 대한민국의 설치순 도시 목록
- 탄금호

충주 고구려 비석
국민의힘